# مو عامر
محمد عامر والمعروف باسم مو عامر (Mo Amer، من مواليد 24 يوليو 1981) هو كوميدي ستاند أب وكاتب امريكي فلسطيني. اشتهر بكونه عضوا في الثلاثي الكوميدي «جعلني الله مضحكا».

## بداياته
ولد مو عامر في الكويت لوالدين فلسطينيين، وهو الأصغر بين ستة أطفال. كان والده يعمل كمهندس اتصالات في شركة النفط الكويتية. في أكتوبر 1990 وفي سن التاسعة، اضطر محمد عامر لترك الكويت مع اخته هيفاء وأخيه عامر وأمه، إثر اندلاع حرب الخليج. هاجروا إلى الولايات المتحدة واستقر في هيوستن في ولاية تكساس.
بعد عامين انضم والده إليهم الولايات المتحدة. درس في مدرسة خاصة اسمها ابتدائية بايني بوينت، بينما درس أخوته الأكبر سنا في الخارج. شقيقه عمر طيار، وشقيقه الآخر عامر (الذي غير اسم عائلته إلى نجار) حاصل على الدكتوراه في الكيمياء الحيوية. توفي والده في عام 1995 عندما كان مو عامر في سن 14.

## حياته المهنية
عندما كان في سن العاشرة، اصطحبه أخوه الأكبر لمشاهدة عرض لبيل كوسبي في هيوستن أسترودوم. وفي سن الرابعة عشر، اكتشف عامر الكوميديا في روديو في تكساس.
بعد وفاة والده، بدأ عامر بالتسيب من المدرسة والذهاب في رحلات إلى المكسيك مع أصدقائه بدون إذن. على سبيل التشجيع، اتفقت مدرسة اللغة الإنجليزية مع عامر على أن تعيد علامته إلى ما قبل تسيبه إذا قدم للصف مونولوجا من وليام شكسبير وأن تسمح له بمحاولة الكوميديا في الصف كل يوم جمعة. تخرج عامر وتابع هوايته. شارك بعد ذلك في مسرحيات مدرسة، وقام بأدوار بطولة فيها، كما بدأ يقدم كوميديا الستاند أب من خلال انتحال شخصيات أفراد أسرته وعمل على إتقان ذلك من خلال نوادي الكوميديا. كان عامر يؤدي عروضا في نوادي الكوميديا في هيوستن كل ما سنحت له الفرصة ليطور نفسه، بينما كان يعمل في النهار في شركة لصناعة الأعلام مملوكة من قبل صديق للعائلة.
في يونيو 1999  شارك عامر في مسابقة الشخص المضحك أكثر في هيوستون، ووصل إلى الدور النهائي. وهناك وجهه كوميدي آخر إلى نادي الكوميديا «ذا كوميدي شوكيس»، والذي قام صاحبه داني مارتينيز بإرشاده وتعليمه كوميديا الستاند أب. قبل بلوغه سن 19، كان يسافر ليقدم عروضا للقوات الأميركية المتمركزة في الخارج ليكون بذلك أول كوميدي أمريكي عربي من اللاجئين يؤدي أمام قوات الولايات المتحدة ودول التحالف في الخارج.
قدم عامر عروضا في أكثر من 27 دولة في القارات الخمس، بما في ذلك ألمانيا وإيطاليا واليابان وكوريا والبحرين، كما وشارك بعروض من كوميديين مسلمين آخرين وهما «بريتشر موس» و«أزهر عثمان» في جولة الكوميديا «جعلني الله مضحكا» منذ عام 2006.
في عام 2004، أدى في مهرجان الكوميديا في لاس فيغاس نيفادا.
في أبريل 2007 أدى في أمسية من تنظيم منظمة الإغاثة الإسلامية،  كما في «قاعة ألبرت الملكية» التي نظمتها.
في يوليو 2008، أدى في أوليمبيا في لندن في معرض الإسلام. في أكتوبر 2008، وفي أكتوبر 2008، أدى في مركز إكسل للمعارض في لندن نظمتها قناة إسلام تشانيل.
بالإضافة إلى عروض جعلني الله مضحكا، أدى عروضا في أنحاء العالم، بما في ذلك قاعة ألبرت الملكية وهامرسميث أبولو (لندن) مدرج إيسر (سيدني) ومسرح نيلسون مانديلا المسرح (جوهانسبرغ)، ومسرح شراثين  (لوس أنجلوس)، ومهرجان مالمو الفنون (السويد وعمان الكوميديا مهرجان (الأردن) ومهرجان أكثر جزيرة مضحكة (أستراليا).
أجرى عامر مقابلات تلفزيونية و، بما في ذلك على الإذاعة الوطنية العامة وBBC وCNN. بالإضافة إلى ظهوره على شاشة التلفزيون، مثل دور البطولة في أحد الأفلام المستقلة، وقد أجرى مقابلات مع أكثر من مئة من كبرى وسائل الإعلام العالمية، بما في ذلك نيويورك تايمز, رولينج ستونو الغارديان. كما وشارك في برنامج البرنامج مع باسم يوسف ليكون العربي الأمريكي الوحيد الذي ظهر في البرنامج.
في يونيو 2014، تم تسليط الضوء على مو عامر من خلال برنامج تلفزيوني عن التعايش بين الأديان اسمه «ما المضحك في الدين؟» والذي عرض على قناة
سي بي إس.
أنتج بالتعاون مع زميله الكوميدي أزهر عثمان أول فيلم وثائقي كوميدي. في 3 مايو 2015، صور عامر فيلمه Legally Homeless في مسرح وارنر ‏. هو أول عربي أمريكي يقدم برنامجا تلفزيونيا للستاند أب وحده. اسم البرنامج مستوحى من حقيقة سفر عامر إلى أكثر من عشرين دولة بدون أن يكون عنده جواز سفر، وتعرض لعدة ثقافات أثناء نشأته في الولايات المتحدة. من الكوميديين الذين يظهرون في الفيلم أزهر عثمان، وباسم يوسف وحسن منهاج ورامي يوسف ومغني الراب براذر علي.
تعاون مع الكوميدي اليهودي بوب ألبر والمصري الأمريكي أحمد أحمد في عرض كوميدي في رام الله بين 10 و13 أغسطس 2015.
كما أنه شارك في كتابة نص سينمائي مع إيمان ظواهري وأزهر عثمان.
بدأ في عام 2015 بالتجول مع الكوميدي ديف شبيل ليقدم عروضا في شتى أرجاء الولايات المتحدة.

## أسلوبه الكوميدي
تقدم عروض عامر نموذجا للتفاهم بين الثقافات المتنوعة، وتتيح له خلفيته العائلية بأن يتكلم عن مشاكل الدين والإرهاب والسياسة في عصرنا من خلال سرده لقصص شخصية عن نفسه وأسرته. يتحدث عن خلفيته الفلسطينية وعن نموه في أمريكا.

## حياته الشخصية
يعيش عامر في لوس أنجلوس مع زوجته الأمريكية المكسيكية وابنتها.
في عام 2009 حصل عامر على الجنسية الأمريكية، مما أتاح له الفرصة للسفر والتي مكنته من السفر إلى عمان، الأردن لزيارة العائلة التي لم يرها منذ ما يقرب من 20 عاما. كما وعاد إلى الكويت وبغداد للمرة الأولى منذ أن غادرت عائلته.

## روابط خارجية
- مو عامر على موقع IMDb (الإنجليزية)
- مو عامر على موقع ألو سيني (الفرنسية)
- مو عامر على موقع قاعدة بيانات الفيلم (الإنجليزية)